# 情緒狀態量表
情緒狀態量表（Profile of Mood States）也稱為盤斯心情量表，簡稱POMS，是心理學上評量暫時性情緒的評量表。是由McNair、Droppleman和Lorr三人所設計的。使用情緒狀態量表評估的好處有評估簡單，參與者容易瞭解。情緒狀態量表也以測驗簡單，容易進行評估而聞名。
情緒狀態量表會用以下三種量測來量測及識別情緒情形
- 標準版情緒狀態量表（POMS Standard）
- 簡化版情緒狀態量表（POMS Brief）
- Bipolar情緒狀態量表（POMS Bipolar）[2]

## 完整版情緒狀態量表
完整版情緒狀態量表包括了65個形容詞，每一個可以給1至5分的評分，其中可以評比以下六個因素：
標準版情緒狀態量表
壓力-焦慮
抑鬱-沮喪
憤怒-敵意
疲倦-遲惰
活力-活動
混淆-困惑

## 延伸閱讀
- Pollock, Vicki; Cho, Dong W.; Reker, Dean; Volavka, JAN. . The Journal of Nervous and Mental Disease. 1979, 167 (10): 612–4. PMID 226658. doi:10.1097/00005053-197910000-00004.
- Yokoyama, K; Araki, S; Kawakami, N; Kakeshita, T. . Nippon koshu eisei zasshi [Japanese journal of public health]. 1990, 37 (11): 913–8. PMID 2132363 （日语）.
- Morfeld, Matthias; Petersen, Corinna; Krüger-Bödeker, Anja; von Mackensen, Sylvia; Bullinger, Monika. . Psycho-social medicine. 2007, 4: Doc06  [2016-04-11]. PMC 2736534 . PMID 19742299. （原始内容存档于2008-11-04）.
- POMS Overview